# Canon EF 40mm f2.8 STM
Canon EF 40mm f2.8 STM – obiektyw fotograficzny firmy Canon z mocowaniem EF wprowadzony na rynek w 2012.  Pierwszy obiektyw Canona typu pancake, a wraz z wprowadzonym w tym czasie do sprzedaży obiektywem Canon EF-S 18-135mm f3.5-5.6 IS STM jeden z dwóch wykorzystujący nową technologię napędu autofokusu nazwaną STM.

## Opis konstrukcji
Canon EF 40mm f2.8 STM jest obiektywem stałoogniskowym o długości ogniskowej wynoszącej 40mm i minimalnej wartości przesłony wynoszącej f/2,8.  Przesłona składa się z siedmiu listków dając nadając jej otworowi okrągły kształt.  Układ optyczny obiektywu składa się z sześciu elementów w czterech grupach, ostatni element obiektywu jest soczewką asferyczną który poprawia część aberracji optycznych obiektywu.  Obiektyw nie jest wyposażony w stabilizator obrazu.
Autofokus zapewniany jest przez silnik krokowy typu STM pozwalający na ciągły autofokus w czasie nagrywania wideo (tylko w niektórych modelach lustrzanek Canona).
EF 40mm f2.8 jest pierwszym obiektywem Canona typu pancake o bardzo płaskiej, zwartej konstrukcji.  Jego rozmiary wynoszą EF 68,2mm na 22,8mm, waży on 130g i używa filtrów o średnicy 52mm.

## Historia
Obiektyw został wprowadzony na rynek w czerwcu 2012, jego pierwsza cena na rynku amerykańskim wynosiła 199 dolarów.

## Ocena
Po wprowadzeniu go do sprzedaży otrzymał żartobliwą, popularną nazwę shorty forty (dosłownie „krótka czterdziestka”) nawiązująca do obiektywu Canon 50mm f/1.8 znanego jako nifty fifty (dosłownie - „fajna pięćdziesiątka”).
Obiektyw otrzymał głównie pozytywne recenzje.  Chwalony jest za bardzo dobrą ostrość, brak aberracji optycznych, szybkość autofokusu i małą cenę, negatywnie oceniono przede wszystkim silne winietowanie